# Howard Da Silva
Howard Da Silva (* 4. Mai 1909 in Cleveland, Ohio, als Howard Silverblatt; † 16. Februar 1986 in Ossining, New York) war ein US-amerikanischer Schauspieler.

## Leben
Howard Silverblatt war das Kind russischstämmiger Juden, die nur Jiddisch sprachen. Bevor er Schauspieler wurde, arbeitete er in Stahlwerken in Cleveland. Als er Rollenangebote bekam, nannte er sich um in Howard Da Silva. Zuerst ging es im Jahre 1930 an den Broadway, wo er sich einen Namen machte. Er spielte unter anderem in Marc Blitzsteins Musical The Cradle Will Rock (1937) und in Rodgers und Hammersteins Oklahoma! (1943), mit dem er über 2.000 Vorstellungen gab. Sein Filmdebüt gab er 1935 mit einer im Abspann nicht erwähnten Nebenrolle. Erst 1940 wurde er in den Cast-Angaben auch erwähnt. Bis zum Beginn der 50er Jahre arbeitete er mit namhaften Regisseuren wie Cecil B. DeMille, Billy Wilder oder Nicholas Ray und erhöhte sein Ansehen in Hollywood stetig, seine Bühnentätigkeit gab er nicht auf. Zu seinen bekannteren Filmrollen gehören der Barmann Nat im oscarprämierten Alkoholikerdrama Das verlorene Wochenende (1945), der zwielichtige Nachtclubbesitzer Eddie Harwood im Film noir Die blaue Dahlie (1946) sowie ein schurkischer Waffenhändler im Western Die Unbesiegten (1947) neben Gary Cooper.
1947 wurde jedoch das House Committee on Un-American Activities (HUAC) auf Da Silva aufmerksam, nachdem ihn sein Schauspielerkollege Robert Taylor als möglichen Kommunisten denunziert hatte. Da Silva wurde auf die Schwarze Liste gesetzt und konnte damit weder bei Film, Fernsehen oder Radio Arbeit finden. Sein letzter Film, Slaughter Trail, in dem er als Hauptdarsteller erstmals an erster Stelle des Vorspanns genannt worden wäre und der auch bereits abgedreht war, wurde von Howard Hughes nicht freigegeben und seine Szenen mit Brian Donlevy noch einmal gedreht. Da Silva ging stattdessen zum Theater zurück und hatte dort großen Erfolg. Sein für lange Zeit letzter, auch tatsächlich veröffentlichter Film blieb ein Remake des deutschen Filmklassikers M, in dem er den dem Kommissar Lohmann entsprechenden Polizeiinspektor Carney spielte.
Nach dem Ende der McCarthy-Ära konnte er zu Beginn der 1960er Jahre die Filmarbeiten wieder aufnehmen. Hier ragten vor allem seine Darstellungen von historischen Persönlichkeiten hervor. So verkörperte Da Silva den sowjetischen Regierungschef Nikita Chruschtschow, den US-Präsidenten Franklin D. Roosevelt in  The Private Files of J. Edgar Hoover (1977), den amerikanischen Staatsmann und Wissenschaftler Benjamin Franklin im Musicalfilm 1776 (1972, die Rolle hatte er schon in dem gleichnamigen Broadwaystück gespielt) und den Filmproduzenten Louis B. Mayer, den Mitbegründer der Metro-Goldwyn-Mayer (MGM), in  Meine liebe Rabenmutter (1981). 1974 wirkte Da Silva neben Robert Redford an der aufwendigen Literaturverfilmung Der große Gatsby nach F. Scott Fitzgeralds gleichnamigem Roman als Gangsterboss Meyer Wolfshiem mit, nachdem er bereits in der Gatsby-Verfilmung von 1949 den Tankstellenbesitzer Wilson gespielt hatte.
Für das US-Fernsehen präsentierte er die britische Science-Fiction-Fernsehserie Doctor Who. Zudem spielte er in einigen Fernsehserien mit, z. B. in The Outer Limits, Kung Fu, Auf der Flucht u. a. Zwischen 1974 und 1977 betätigte er sich zudem als Sprecher von 26 Folgen der CBS-Hörspielreihe Radio Mystery Theater.
Mit 76 Jahren verstarb Howard Da Silva an den Folgen eines Malignen Lymphoms, einer schweren Erkrankung des Lymphsystems.

## Filmografie (Auswahl)
- 1935: Once in a Blue Moon
- 1938: Marie-Antoinette
- 1940: Abe Lincoln in Illinois
- 1941: Der Seewolf (The Sea Wolf)
- 1941: Sergeant York
- 1941: Die Rächer von Missouri (Bad Men of Missouri)
- 1941: Blues in the Night
- 1942: Der wilde Bill (Wild Bill Hickok Rides)
- 1942: Jukebox-Fieber (Juke Girl)
- 1942: Der große Gangster (The Big Shot)
- 1942: Reunion in France
- 1942: Die ganze Wahrheit (Keeper of the Flame)
- 1945: Das verlorene Wochenende (The Lost Weekend)
- 1946: In Ketten um Kap Horn (Two Years Before the Mast)
- 1946: Die blaue Dahlie (The Blue Dahlia)
- 1947: Mädchen für Hollywood (Variety Girl) (Cameo)
- 1947: Die Unbesiegten (Unconquered)
- 1948: Sie leben bei Nacht (They Live by Night)
- 1949: Der große Gatsby (The Great Gatsby)
- 1949: Tödliche Grenze (Border Incident)
- 1950: Der Gangsterboß von Rocket City (The Underworld Story)
- 1950: Gefährliche Mission (Wyoming Mail)
- 1950: Tripolis (Tripoli)
- 1950: Three Husbands
- 1951: Vierzehn Stunden (Fourteen Hours)
- 1951: M
- 1962: David und Lisa (David and Lisa)
- 1963, 1964: Preston & Preston (The Defenders, Fernsehserie, 2 Folgen)
- 1964: Carrasco, der Schänder (The Outrage)
- 1964: Hamlet
- 1965: For The People (Fernsehserie, 13 Folgen)
- 1966: Solo für O.N.C.E.L. (The Man from U.N.C.L.E., Fernsehserie, Folge 2x22)
- 1966: Nevada Smith
- 1966: Auf der Flucht (The Fugitive, Fernsehserie, Folge 4x02)
- 1967: Mein Freund Ben (Gentle Ben, Fernsehserie, Folge 1x08)
- 1968: Mannix (Fernsehserie, Folge 1x19 Mann ohne Gedächtnis)
- 1972: 1776 – Rebellion und Liebe (1776)
- 1973: Kung Fu (Fernsehserie, Folge 2x10 Caine und die Sektierer)
- 1974: Ein Lächeln vor dem Tode (Smile, Jenny, You're Dead, Fernsehfilm)
- 1974: Der große Gatsby (The Great Gatsby)
- 1977: Ich bin der Boss – Skandal beim FBI (The Private Files of J. Edgar Hoover)
- 1980: Macht der Mächtigen (Power, Fernsehfilm)
- 1981: Meine liebe Rabenmutter (Mommie Dearest)
- 1984: Die Göttliche (Garbo Talks)

## Auszeichnungen
- 1960: nominiert für den Tony Award als bester Nebendarsteller im Musical Fiorello!
- 1964: nominiert für den British Film Academy Award als bester ausländischer Darsteller in dem Film David und Lisa
- 1978: Emmy für die beste Nebenrolle in der TV-Serie Verna: USO Girl